# Dominic Musa Schmitz
Dominic Musa Schmitz (* 1987 in Mönchengladbach) ist ein deutscher Aussteiger aus der Salafistenszene.
Dominic Schmitz wuchs in Mönchengladbach auf: „Sein Werdegang klingt wie ein Klischee: Scheidungskind – Kiffer – Schulschwänzer – Salafist“, schrieb die FAZ.
Durch einen marokkanischen Freund kam Schmitz in Kontakt zum Islam und konvertierte im Alter von 17 Jahren zum sunnitischen Islam. Er nahm den Namen Musa Almani an und heiratete eine ihm zugedachte Ehefrau, die er nur wenige Male gesehen hatte. Er lernte den islamistischen Prediger Pierre Vogel kennen und arbeitete als rechte Hand des bekannten Salafisten Sven Lau. Für Lau drehte er Propagandavideos und pilgerte mit ihm nach Mekka. Lau wurde im Dezember 2015 wegen Unterstützung einer ausländischen terroristischen Vereinigung (§ 129a, § 129b StGB) verhaftet und im Juli 2017 zu fünfeinhalb Jahren Gefängnis verurteilt.
Ab 2010 bekam Dominic Musa Schmitz zunehmend Zweifel an der radikalen Salafismus-Bewegung: „Irgendwann 2010 habe ich realisiert, dass alles, was mich als Mensch ausmacht, nicht mehr vorhanden ist. Dass der Salafismus mir das Denken, das Handeln und das Fühlen abnimmt. Als ich das richtig realisiert habe, als mir das so bewusst wurde, so klar, habe ich mir selber Angst gemacht, weil ich dadurch faschistische Züge hatte.“ 2013 stieg er endgültig aus der Szene aus. Seitdem macht er Präventionsarbeit in Schulen, klärte in einem eigenen YouTube-Kanal auf und schrieb das Buch Ich war ein Salafist.
In der Spielzeit 2015/16 war Schmitz, der sich weiterhin zum Islam bekennt, am Schauspiel Köln in Nuran David Calis Rechercheprojekt Glaubenskämpfer – Eine Religionssuche zwischen Kloster, Moschee und Synagoge als er selbst zu sehen. Weil er die Öffentlichkeit suchte, wurde er mehrfach von Islamisten bedroht, und der Konvertit Bernhard Falk wünschte ihm öffentlich: „Möge Allah solchen Typen das Handwerk legen!“

## Publikationen
- Ich war ein Salafist: Meine Zeit in der islamistischen Parallelwelt. Econ Verlag. 2016. ISBN 978-3-430-20213-8